# Битва при Шеване
Битва при Шеване — военное столкновение между силами коалиции и повстанцами Талибана, произошедшее 8 августа 2008 недалеко от деревни Шеван в районе Бала-Булук в провинции Фарах, Афганистан.

## Предыстория
Деревня Шеван была штаб-квартирой талибов, используемой несколькими ключевыми лидерами повстанческого движения для планирования и проведения нападений на силы коалиции в этом районе. По оценкам американской разведки, в деревне постоянно проживало от 100 до 250 боевиков. Они контролировали маршрут 517, главный маршрут снабжения с востока на запад, изолируя коалиционные и афганские национальные силы на западе. Открытие маршрута было ключом к продолжению боевых действий в этом районе. Без ведома морских пехотинцев в тот день в деревне состоялась встреча высокопоставленных командиров талибов, которые привели с собой дополнительно 100 хорошо обученных бойцов.
Предыдущие попытки американских или коалиционных войск обезопасить деревню и трассу 517 привели к кровавым перестрелкам, в результате которых несколько военнослужащих были убиты и ранены. Талибы считались грозным врагом. Один солдат, воевавший в Ираке, прокомментировал: “Они полностью отличались от вражеских боевиков в Ираке. Они были несгибаемыми и хотели сражаться в открытую”.
Командиры взводов Golf 2 и Force Recon планировали нападение на Шеван в течение нескольких недель. Оно было отложено 6 августа и одобрено 7 августа. Морские пехотинцы отбыли рано утром 8 августа двумя разными частями: Force Recon, направлявшаяся по шоссе 517, и Golf 2 вокруг горы Саффарак.

## Битва
Разведка войск проехала по шоссе 517 прямо в Шеван. Две команды спешились и патрулировали долину на протяжении примерно 10 километров (6,2 миль) пешком, прежде чем войти в деревню. Golf 2 обогнул гору Саффарак и занял блокирующую позицию с Севера. В их взвод входила группа 81-мм минометов для поддержки силовой разведки и других подразделений, которые будут служить в качестве сил быстрого реагирования (QRF). Golf 2 начал получать сообщения от Афганской национальной полиции (ANP) о том, что к северу от них наблюдается движение, и многие полицейские начали нервно стрелять по деревьям перед ними.
Незадолго до полудня разведка сил начала вести интенсивный огонь из стрелкового оружия и РПГ по окраинам Шевана из длинной укрепленной линии траншей и рвов на южной стороне деревни. Во время боя температура сильно поднялась, измотав морских пехотинцев, которые уже преодолели много миль в своем тяжелом защитном снаряжении, что вынудило санитара посоветовать двум солдатам, что они рискуют погибнуть, если вернутся в бой, что они все равно сделали.
Большое количество солдат талибов вышло из деревни и заняло позиции в зданиях, траншеях, канавах и за деревьями. Боевики движения "Талибан" выпустили несколько залпов из РПГ по взводу разведки вооруженных сил из-за линии деревьев. Один Humvee получил несколько попаданий и загорелся. Экипаж получил незначительные осколочные ранения и смог спешиться, но укрытия было мало, и они были прижаты. Еще один хаммер был выведен из строя.
Другие морские пехотинцы-разведчики на противоминной машине, защищенной от засады (MRAP), въехали в зону поражения, расположив ее между атакующими в линии траншей и прижатыми морскими пехотинцами. К их удивлению, все пятеро морских пехотинцев были все еще живы. Они открыли по врагу циклический огонь из крупнокалиберных пулеметов и эвакуировали раненых, поместив их в MRAP.
Golf 2, усиленные ANP, вернулись в свои грузовики и быстро выехали на трассу 517 в сторону дыма от горящего Humvee.  Взвод съехал с дороги на линию и помчался к насыпи, которая проходила параллельно городу, стреляя из своего штатного оружия по позициям талибов. Солдаты талибов начали обстреливать силы коалиции из 82-мм миномета, когда те приближались к деревне. Golf 2 остановился за насыпью и спешился, продолжая вести ответный огонь, но огонь вражеского РПГ усилился.
Морские пехотинцы убили много талибов, но еще больше вышло из деревенских кварталов и зданий. Симмонс занял незащищенную позицию на краю возвышенности и начал целиться в талибов из своей снайперской винтовки Mk 11. Он убил 18 человек и имел еще два возможных убийства, всего 21 выстрел за 20 минут. Командующий разведкой сил капитан. Байрон Оуэн видел, что вражеское подкрепление растет и пытается обойти морских пехотинцев с фланга. Передовой авиадиспетчер капитан передал запрос Джо Бегли о поддержке с воздуха, но он был отклонен. Оуэн связался по радио и сообщил, что его подразделение находится в крайней опасности, и если они быстро не получат помощь, ему придется объявить "Сломанную стрелу" в течение 20 минут, указывая, что подразделение находится под угрозой захвата.
К этому времени приданный экипаж 81-мм миномета Golf 2 начал стрелять залпами по линии траншей с целей, обозначенных их передовым наблюдателем. Минометы подавляли огонь талибов до прибытия поддержки с воздуха. Группа из двух F-15 из 494-й истребительной эскадрильи обстреляла позиции талибов из своих пушек. По настоянию Оуэна пилот-полковник. Марк Д. Келли сбросил 500-фунтовую бомбу опасно близко, примерно в 70 метрах (230 футов) от позиции морского пехотинца.
Несмотря на многочисленные авиаудары, талибы продолжали сражаться, используя свои укрепленные позиции для защиты от авиаударов. Они продолжали обстреливать морских пехотинцев из минометов и РПГ. Секция F-15 снялась со станции и была заменена на Rockwell B-1 Lancer из 34-й бомбардировочной эскадрильи. B-1 нанес еще три авиаудара по системе траншей, но талибы продолжали сражаться. Взвод силовой разведки, усиленный отделением из Golf 2, провел траншейный штурм восточной части боевых позиций талибов.
Через несколько часов после начала боя в город прибыли колонны транспортных средств с примерно 100 подкреплениями талибов с оружием и припасами. Морские пехотинцы атаковали транспортные средства и жителей и нанесли еще один залп из минометов и авиаудары, в то время как разведка сил продолжала пробиваться к боевым позициям талибов. талибы несли тяжелые потери и начали отступать в здания, чтобы спрятаться от огня коалиции. По зданиям было нанесено больше ударов с воздуха, хотя огонь талибов начал ослабевать, и морские пехотинцы теперь подвергались лишь спорадическому минометному обстрелу. Коалиция заметила минометную группу талибов, действовавшую в горах, и по их позициям был нанесен удар из 81-мм миномета, в результате чего они погибли. Морские пехотинцы отступили и установили периметр вокруг зданий, полностью отрезав талибов, и продолжали вести бой с боевиками движения "Талибан" из служебного оружия их экипажа. Еще одна бомбардировка уничтожила поврежденный Humvee, в то время как морские пехотинцы готовились к отходу. Во время затишья в боевых действиях оставшиеся боевики движения "Талибан" попытались отступить в горы, но Golf 2 убил их прежде, чем они смогли добраться до безопасных скал.

## Результат
Сражение было самым продолжительным за все время развертывания 2-го батальона 7-й морской пехоты и длилось более 8 часов. При численном превосходстве восемь к одному не погиб ни один морской пехотинец и более 50 солдат талибов были убиты.
Битва восстановила свободу передвижения коалиции в этом районе.